# Дорогощи
Дорогощи — деревня в Борском сельском поселении Бокситогорского района Ленинградской области.

## История
Деревня Дорогощи Михайловского Черенского погоста, упоминается в переписи 1710 года.

ДОРОГОЩИ — деревня Дорогощинского общества, прихода Черенского погоста.  

Крестьянских дворов — 15. Строений — 56, в том числе жилых — 21.  Жители занимаются рубкой, пилкой и сплавом леса.

Число жителей по семейным спискам 1879 г.: 49 м. п., 40 ж. п.; по приходским сведениям 1879 г.: 51 м. п., 45 ж. п.

В конце XIX — начале XX века деревня административно относилась к Анисимовской волости 5-го земского участка 3-го стана Тихвинского уезда Новгородской губернии.

ДОРОГОЩИ — деревня Дорогощинского сельского общества, число дворов — 24, число домов — 39, число жителей: 60 м. п., 74 ж. п.;
 
Занятия жителей — земледелие, лесные промыслы. Ручей Зубакинский. Часовня, хлебозапасный магазин, 2 мелочных лавки. (1910 год)

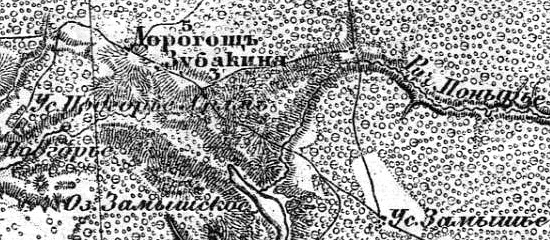
Деревня Дорогощи на карте 1913 года

Согласно карте Новгородской губернии 1913 года, деревня называлась Дорогощ и насчитывала 5 крестьянских двора.
По данным 1933 года деревня Дорогощи входила в состав Дмитриевского сельсовета Дрегельского района Ленинградской области.
С 5 июля 1944 года Дрегельский район находился в составе Новгородской области. 5 июля 1956 года Указом Президиума Верховного Совета РСФСР № 713/2 Дмитровский и Мозолевский сельсоветы были переданы из состава Дрегельского района Новгородской области в Бокситогорский район Ленинградской области.
По данным 1966, 1973 и 1990 годов деревня Дорогощи входила в состав Мозолёвского сельсовета Бокситогорского района Ленинградской области.
В 1997 году в деревне Дорогощи Мозолёвской волости проживали 14 человек, в 2002 году — 8 человек (все русские). 
В 2007 году в деревне Дорогощи Борского СП проживали 5 человек, в 2010 году — 4.

## География
Деревня расположена в юго-западной части района на автодороге Дорогощи — примыкание к автодороге 41К-034.
Расстояние до административного центра поселения — 43 км.
К юго-востоку от деревни протекает река Понырь.

## Демография
| 1997 | 2002 | 2007 | 2010 | 2013 | 2014 | 2017 |
| ---- | ---- | ---- | ---- | ---- | ---- | ---- |
| 14   | ↘8   | ↘5   | ↘4   | ↗6   | ↘5   | ↗9   |

## Инфраструктура
На 2017 год в деревне было зарегистрировано 3 домохозяйства.